# Итобаал II
Итобаал II (Итто-баал, Этбаал, Тобаал; «близость Баала» или «Баал с ним»; финик. 𐤀𐤕𐤁𐤏𐤋, Ito-ba‘al; умер в 739/738 до н. э.) — царь Тира до 739 или 738 года до н. э.

## Биография
О Итобаале II известно очень мало. Он упоминается только в ассирийских анналах как правитель Тира и данник правителей Ассирии.
В трактате Иосифа Флавия «Против Апиона» со ссылкой на историка Менандра Эфесского приводится список царей Тира. Однако в нём отсутствуют тирские властители, правившие между Пигмалионом и Элулаем. Из исторических источников известно о тирском царе Милькираме, деятельность которого датируется серединой VIII века до н. э. Возможно, Итобаал II был его преемником. Однако он мог получить тирский престол и несколько раньше (например, около 760 года до н. э.).
Вероятно, Итобаал II тождественен тому правителю Тира по имени Тобаал, который в 743 или 742 году до н. э. выплатил дань Тиглатпаласару III. Одновременно с тирским царём дань ассирийскому правителю выплатили Шипитбаал II Библский, Матанбаал II Арвадский и другие финикийские владетели. Возможно, к правлению Итобаала II относится упоминающееся на одной из табличек из Нимруда отправление Тиглатпаласаром III войск в окрестности Тира и Сидона. Поход был предпринят с целью заставить купцов этих городов соблюдать наложенный ассирийским царём запрет на торговлю ливанским кедром с филистимлянами и Египтом.
Единственное достоверное свидетельство о Итобаале II в древних исторических источниках относится к 739 или 738 году до н. э., когда он назван среди лиц, выплативших дань ассирийскому царю Тиглатпаласару III. Итобаал II скончался уже в том же году. Его преемником был Хирам II.